# Uggerby Å
Uggerby Å er en 66 km lang å i Vendsyssel. 
Åen udspringer ved Sterup syd for Hjørring, herefter løber den øst om Hjørring udenom Rønnebjerg, løber gennem Ilbro, Sønderskov, Sindal, Mosbjerg, Bindslev og Uggerby til sit udløb i Tannisbugt vest for Tversted. 
Åens vandkvalitet er god, og den løber mange steder gennem meget naturskønne områder. Den er derfor også meget benyttet af såvel kanofarere som lystfiskere. 
Der er indrettet primitive lejrpladser ved åen nær Sindal, Mosbjerg og i Bindslev. I Uggerby er der udlejning af kano. I Bindslev er det gamle vandkraftværk ved åen bevaret som fungerende museum.

## Naturbeskyttelse
Området ved åens udløb er sammen med Uggerby Plantage udpeget til Natura 2000 -område nr. 5 Uggerby Klitplantage og Uggerby Å's udløb  og EU-habitatområde der rummer store bestande af græsserne Blodrød Storkenæb, og vigtige bestande af Klit-Kambunke, Sortbrun blåfugl, Markfirben og Strandtudse. I åen er fundet Havlampret.
Et areal på 25 hektar øst for Uggerby Å’s nedre løb fredet i 1964. Det er en landskabelig og rekreativ fredning med en enestående plantevækst. Kulturministeriet erhvervede i 1963 arealerne for at frede dem. I dag står miljøministeriet som ejer.

## Badeforbud
Der er badeforbud i Uggerby Å og på Uggerby Strand på en strækning 300 m øst for åens udmunding. Badeforbudet skyldes, at der er påvist et højt bakterietal i åen, som stammer fra mennesker og drøvtyggere. Mere eksakt menes forureningen at stamme fra Sindal Renseanlæg og fra kvæg langs åen.